# Scopula pallifasciata
Scopula pallifasciata är en fjärilsart som beskrevs av Barend J. Lempke 1949. Scopula pallifasciata ingår i släktet Scopula och familjen mätare. Inga underarter finns listade.